# Heteropoda sumatrana javacola
Heteropoda sumatrana là một phân loài nhện trong họ Sparassidae.
Loài này thuộc chi Heteropoda. Heteropoda sumatrana javacola được Embrik Strand miêu tả năm 1907.